# Carcere asburgico di Trento
Il carcere asburgico di Trento fa parte del Palazzo di Giustizia dell'omonima città, un complesso di epoca asburgica nel quale si trovavano alcuni uffici giudiziari.

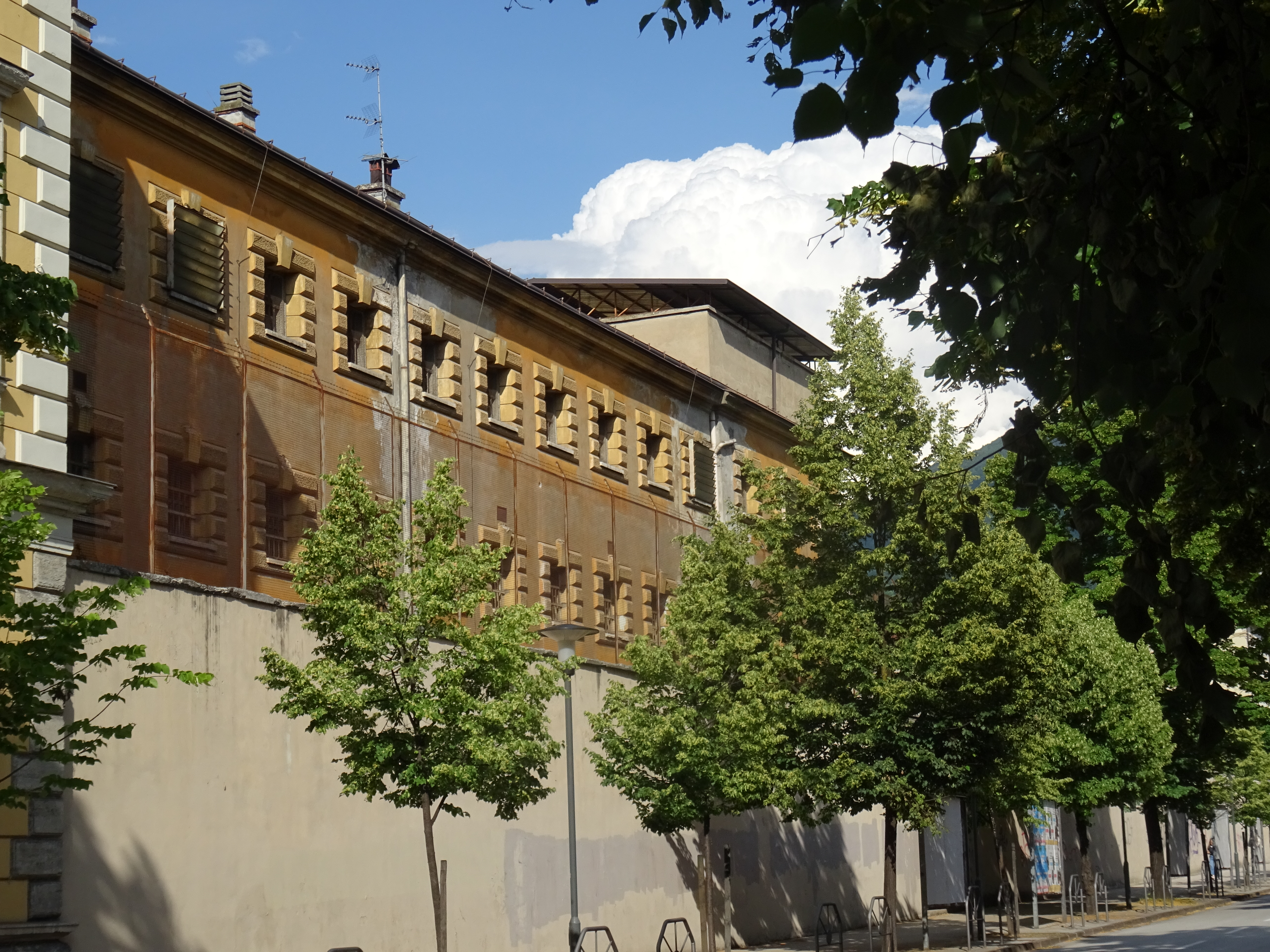
Vista di un lato del carcere; la struttura è collegata al palazzo di giustizia, visibile a sinistra

## Storia
Prima che il Tribunale e il carcere fossero progettati a partire dal 1876 dall'architetto austriaco Karl Schaden (1843 - 1914), funzionario del "Dipartimento per i grandi edifici del Ministero dell'interno", su progetto preliminare di Ignazio Liberi, l'area, destinata a cambiare radicalmente, era caratterizzata dalla presenza di campagna.
Il Governo di Vienna decise di utilizzare quella determinata zona per i propri servizi istituzionali.
La struttura fu inaugurata nel 1881 da Francesco Giuseppe.
Con la chiusura della struttura e il trasferimento dei detenuti nel nuovo carcere a Spini di Gardolo, risulta programmata la creazione di un Polo giudiziario che prevede la demolizione dell'area carceraria.

## Struttura e caratteristiche

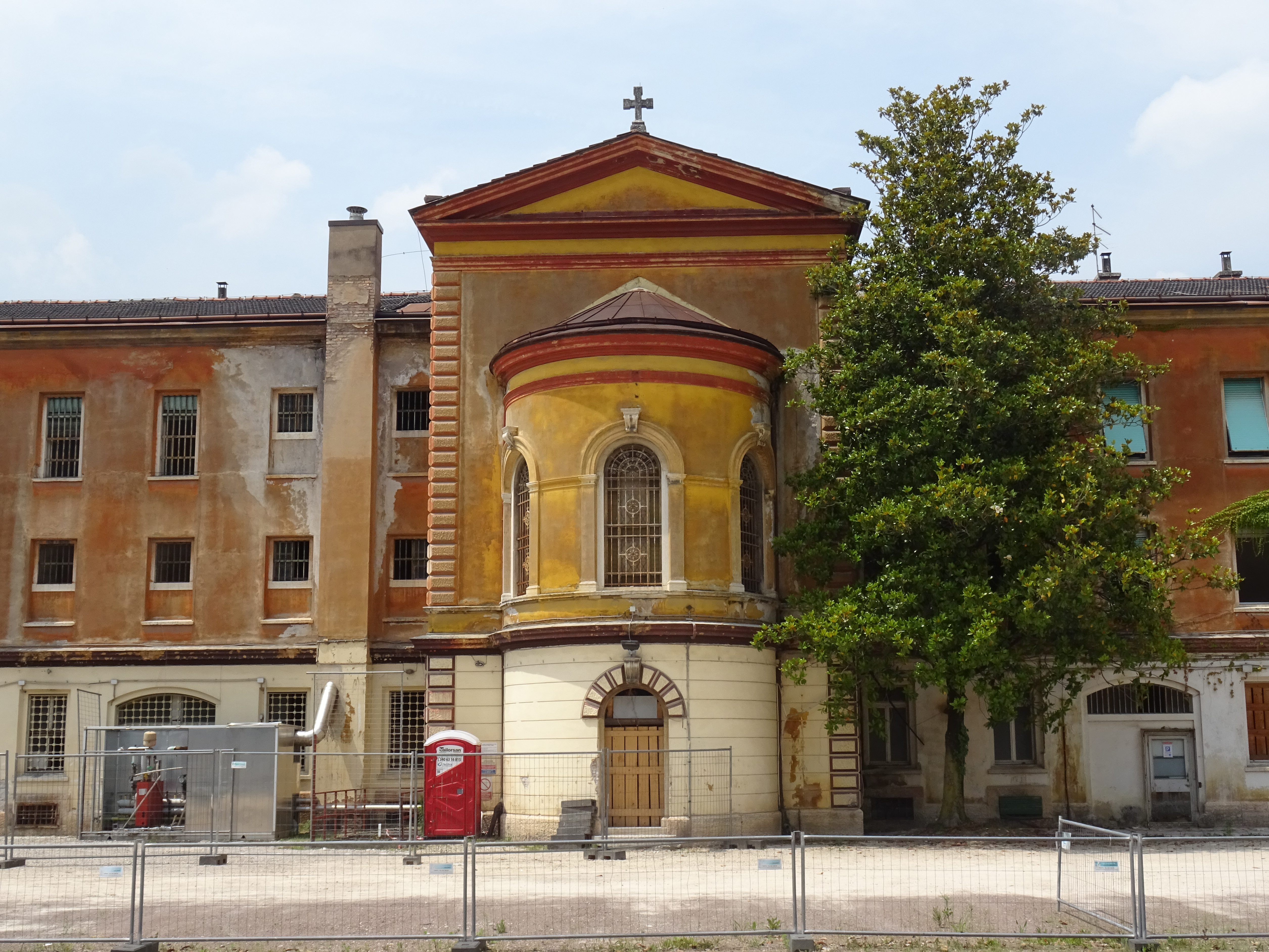
La cappella del Buon Pastore nel carcere di Trento

I lavori di costruzione del Palazzo nella nuova area "alla Madruzza", eseguiti da maestranze locali utilizzando pietra rossa di Trento ricavata dalle cave cittadine, sono il risultato dell'abbattimento delle mura a est della città.
L'aspetto del palazzo è caratterizzato da un ingresso a vestibolo al quale si accede da una scalinata. È presente un balcone delimitato da balaustre e sorretto da mensole decorate. Sulla sommità si trova un fastigio con la scritta "Palazzo di Giustizia", sovrastato da uno stemma con croce sabauda.
Al momento della sua inaugurazione il palazzo era più funzionale rispetto alla sede precedente, ossia il palazzo Pretorio di piazza Duomo. Le carceri compirono un "salto di qualità" poiché prima i detenuti erano rinchiusi nella Torre Vanga.
Al fine di dare lustro al palazzo, il podestà Paolo Oss Mazzurana comperò nell'anno 1887 un orto di proprietà dell'attuale Liceo classico Giovanni Prati che fu trasformato in area verde: è il giardino Garzetti. Fu ampliata la via antistante creando largo Pigarelli e via San Francesco.
A prolungamento dei corpi laterali del Palazzo di Giustizia, disposti su quattro livelli fuori terra, sono posti due lunghi edifici che ospitano sia le celle delle carceri che i locali di servizio. Il corpo principale destinato alle celle è caratterizzato da una distribuzione centrale a ballatoio illuminata da lucernari sulla copertura a due falde.
A chiusura delle ali laterali e del corpo centrale sono disposte due strutture: la prima è destinata alle funzioni di servizio ed è disposta su tre livelli; la seconda è caratterizzata da un volume basso a due falde che costituisce la terza corte interna del complesso edilizio. Centralmente è collocata una cappella.
Grazie alla morfologia del complesso, è possibile osservare le carceri dalla corte centrale del Palazzo di Giustizia.

## Alcune trasformazioni
Dal 1881 al 1955 non è stata registrata alcuna trasformazione dell'impianto originario. Il primo intervento risale al 1955 quando i lucernari posizionati sulla copertura del corpo edilizio centrale sono stati modificati e ampliati.
Negli anni Sessanta vengono costruiti alcuni edifici indipendenti per laboratori, magazzini e uffici senza interferire con il vecchio manufatto. Le trasformazioni maggiori e più significative riguardano l'ampliamento dei corpi destinati alle cucine e all'alloggio del Direttore.

## Attività e curiosità
Nel corso dei suoi 135 anni, all'interno della struttura si sono svolte inchieste, processi e vicende che hanno attraversato l'amministrazione della Giustizia in vari sistemi politici (Impero austro-ungarico, Regno d'Italia, fascismo, Alpenvorland, Italia democratica).
Tra la fine degli anni Sessanta e la fine degli anni Settanta del Novecento, il palazzo venne spesso "assediato" da vari studenti e lavoratori che solidarizzavano con gli imputati a processi per reati connessi ad iniziative politiche o sindacali.
Nel 1971, all'interno del giardino, fu disinnescata una bomba che avrebbe potuto fare una strage.